# ソーマデーヴァ
ソーマデーヴァは、11世紀のカシミール出身の詩人。
バラモンの家系に生まれ、カシミール王のアナンタ（Ananta）と息子のカラシャ（Kalaśa）に仕えた。カラシャ王の母であるスーリヤマティー（Sūryamatī）の無聊を慰めるために、大説話集『ブリハットカター』を簡略化した『カター・サリット・サーガラ』を著した。特に『カター・サリット・サーガラ』に収録された『ヴェーターラ・パンチャヴィンシャティカー（屍鬼二十五話）』にはサンスクリット語の詩的技巧が発揮されており、高く評価されている。

## 日本語訳
- 『カター・サリット・サーガラ　インド古典説話集』（岩本裕訳、岩波文庫 全4巻、1954-1962年[1]）
- 『屍鬼二十五話　インド伝奇集』（上村勝彦訳、平凡社〈東洋文庫〉、1978年、ワイド版2004年）
- 『呪術の王国　憑鬼25話』（泉芳璟訳、北宋社、1991年）[2]